# Oliver Reed
Pour les articles homonymes, voir Reed.
Oliver Reed, est un acteur britannico-irlandais, né le 13 février 1938 à Londres et mort le 2 mai 1999 à La Valette (Malte).
Après avoir fait ses premières apparitions significatives à l'écran dans les films d'horreur de la Hammer au début des années 1960, ses films notables incluent L'Aventure sauvage (1966), jouant Bill Sikes dans le film  oscarisé en 1968 Oliver ! (un film réalisé par son oncle Carol Reed), Love (1969), L'Extraordinaire Évasion (1969), Les Diables (1971), Athos dans Les Trois Mousquetaires (1973) et On l'appelait Milady (1974), le beau-père de Tommy (1975), Funny Bones (1995) et Gladiator (2000).
Pour avoir joué Antonius Proximo, le vieil entraîneur de gladiateurs bourru dans Gladiator de Ridley Scott, dans ce qui était son dernier film, Reed a été nommé à titre posthume pour le British Academy Film Award du meilleur acteur dans un second rôle en 2001. Au sommet de sa carrière, en 1971, les exploitants britanniques ont élu Reed la cinquième star la plus populaire au box-office. Le British Film Institute (BFI) a déclaré que « les partenariats avec Michael Winner et Ken Russell au milieu des années 1960 ont vu Reed devenir un personnage britannique emblématique », mais à partir du milieu des années 1970, son alcoolisme a commencé à affecter sa carrière, le BFI ajoutant : « Reed a remplacé le rôle de Robert Newton en tant que comédien le plus assoiffé de Grande-Bretagne ».

## Biographie

### Jeunesse et débuts
Né à Londres, dans le quartier de Wimbledon au 9 Durrington Park Road, Robert Oliver Reed est le neveu du producteur, réalisateur et scénariste britannique Carol Reed et de la poétesse Iris Tree, le petit-fils du comédien Herbert Beerbohm Tree et le petit-neveu du caricaturiste Max Beerbohm.
Révélé dans les années 1960, il devient progressivement une vedette du cinéma britannique, puis international, grâce notamment à sa collaboration avec Ken Russell dans des films comme Love ou Les Diables. Oliver Reed est alcoolique et sa carrière décline dans les années 1980, qui le voient jouer dans de nombreux films à petit budget, ses apparitions dans des productions plus importantes se faisant plus rares.

### Décès
Il meurt d'une crise cardiaque dans un pub de La Valette, pendant le tournage de Gladiator. Le scénario de ce dernier film est alors légèrement remanié et la scène de la mort de son personnage est tournée en incrustant le visage de l'acteur défunt sur le corps d'une doublure à l'aide d'effets spéciaux.
Il est inhumé en Irlande, à Churchtown, dans le cimetiere de Bruhenny, au nord-ouest de la ville médiévale de Buttevant.
Sa pierre tombale y est régulièrement décorée de bouteilles d'alcool et de canettes de bière déposées en guise d'hommage par les visiteurs.

## Filmographie

### Cinéma
- 1955 : Fièvre blonde (Value for Money) de Ken Annakin : figuration (non crédité au générique)
- 1958 : Le Point de chute (The Square Peg) de John Paddy Carstairs : Ed (non crédité au générique)
- 1959 : La Table du capitaine (The Captain's Table) de Jack Lee : Alec (non crédité au générique)
- 1959 : Entrée de service (Upstairs and Downstairs) de Ralph Thomas : un passager dans le train (non crédité au générique)
- 1960 : Life Is a Circus (en) de Val Guest : un spectateur (non crédité au générique)
- 1960 : Le Silence de la colère (The Angry Silence) de Guy Green : Mick
- 1960 : Hold-up à Londres (The League of Gentlemen) de Basil Dearden : un des membres du groupe "Babes in the Woods" (non crédité au générique)
- 1960 : Les Deux Visages du Docteur Jekyll (The Two Faces of Dr. Jekyll) de Terence Fisher : un client du Sphinx (non crédité au générique)
- 1960 : L'Aguicheuse (Beat Girl) d'Edmond T. Gréville : Plaid Shirt, un jeune client du Beat
- 1960 : Norman dans la marine (The Bulldog Breed) de Robert Asher : un teddy boy (non crédité au générique)
- 1960 : Le Serment de Robin des Bois (Sword of Sherwood Forest) de Terence Fisher : Lord Melton (non crédité au générique)
- 1960 : Hello London (Documentaire) de Sonja Henie : le photographe de presse
- 1961 : His and Hers (en) de Brian Desmond Hurst : Ewan, le poète
- 1961 : Pas d'amour pour Johnny (No Love for Johnnie) de Ralph Thomas : l'homme avec un seau sur la tête (non crédité au générique)
- 1961 : The Rebel de Robert Day : l'artiste dans le café
- 1961 : La Nuit du loup-garou (The Curse of the Werewolf) de Terence Fisher : Leon Corledo
- 1962 : L'Attaque de San Cristobal (The Pirates of Blood River) de John Gilling : Brocaire
- 1962 : Le Fascinant Capitaine Clegg (Captain Clegg) de Peter Graham Scott : Harry Cobtree
- 1962 : Les Damnés (The Damned) de Joseph Losey : King, le chef des blousons noirs
- 1963 : Paranoïaque (Paranoiac) de Freddie Francis : Simon Ashby
- 1963 : L'Épée écarlate (The Scarlet Blade) de John Gilling : le capitaine Tom Sylvester
- 1964 : Dans les mailles du filet (The System), de Michael Winner : Tinker
- 1965 : The Party's Over de Guy Hamilton : Moise
- 1965 : Le Rebelle de Kandahar (The Brigand of Kandahar) de John Gilling : Ali Khan
- 1966 : L'Aventure sauvage (The Trap) de Sidney Hayers : Jean La Bête
- 1967 : Scotland Yard au parfum (en) (The Jokers) de Michael Winner : David Tremayne
- 1967 : La Malédiction des Whateley (The Shuttered Room) de David Greene : Ethan Whately
- 1967 : Qu'arrivera-t-il après ? (I'll Never Forget What's'isname) de Michael Winner : Andrew Quint
- 1968 : Oliver ! de Carol Reed : Bill Sikes
- 1969 : Love (Women in Love) de Ken Russell : Gerald Crich
- 1969 : Assassinats en tous genres (The Assassination Bureau) de Basil Dearden : Ivan Dragomiloff
- 1969 : L'Extraordinaire Évasion (Hannibal Brooks) de Michael Winner : le caporal Stephen "Hannibal" Brooks
- 1970 : La Dame dans l'auto avec des lunettes et un fusil (The Lady in the Car with Glasses and a Gun) d'Anatole Litvak : Michael Caldwell
- 1970 : Take a Girl Like You de Jonathan Miller : Patrick Standish
- 1970 : Les Diables (The Devils) de Ken Russell : le père Urbain Grandier
- 1971 : Les Charognards (The Hunting Party) de Don Medford : Frank Calder
- 1972 : Population zéro (Z.P.G.) de Michael Campus : Russ McNeil
- 1972 : La Cible hurlante (The Sitting Target) de Douglas Hickox : Harry Lomart
- 1972 : Triple Écho (The Triple Echo) de Michael Apted : le sergent
- 1973 : Les Trois Mousquetaires (The Three Musketeers) de Richard Lester : Athos
- 1973 : Rapt à l'italienne (Mordi e fuggi) de Dino Risi : Fabrizio
- 1973 : Avril rouge (Days of Fury / Il giorno del furor)) d'Antonio Calenda : Palizyn
- 1973 : La Poursuite implacable (Revolver) de Sergio Sollima : Vito Cipriani
- 1974 : Blue Blood d'Andrew Sinclair : Tom
- 1974 : Dix Petits Nègres (And Then There Were None) de Peter Collinson : Hugh Lombard
- 1974 : Mahler de Ken Russell : le conducteur du train
- 1974 : On l'appelait Milady (The Four Musketeers : Milady's Revenge) de Richard Lester : Athos
- 1975 : Tommy de Ken Russell : Frank Hobbs, le beau-père de Tommy
- 1975 : The New Spartans de Jack Starrett : le colonel Lancelot (Film abandonné)
- 1975 : Le Froussard héroïque (Royal Flash) de Richard Lester : Otto von Bismarck
- 1975 : Lisztomania de Ken Russell : le serviteur de la princesse Carolyne de Sayn-Wittgenstein
- 1976 : Trauma (Burnt Offerings) de Dan Curtis : Ben Rolf
- 1976 : Le Sursis (The Sell Out) de Peter Collinson : Gabriel Lee
- 1976 : Un cow-boy en colère (The Great Scout & Cathouse Thursday) de Don Taylor : Joe Knox
- 1977 : Un million de dollars par meurtre (Ransom) de Richard Compton (en) : Nick McCormick
- 1977 : Le Prince et le Pauvre (The Prince and the Pauper ou Crossed Swords - titre américain) de Richard Fleischer : Miles Hendon
- 1978 : La Rage au cœur (en) (Tomorrow Never Comes) de Peter Collinson : Jim Wilson
- 1978 : Le Grand Sommeil (The Big Sleep) de Michael Winner : Eddie Mars
- 1978 : The Mad Trapper de Harvey Hart : Albert Johnson (Film abandonné)
- 1978 : L'École ras-le-bol (The Class of Miss MacMichael) de Silvio Narizzano : Terence Sutton
- 1979 : A Touch of the Sun (en) de Peter Curran : le capitaine Daniel Nelson
- 1979 : Chromosome 3 (The Brood) de David Cronenberg : le docteur Hal Raglan
- 1980 : Docteur Heckyl et Mister Hype (en) de Charles B. Griffith : le docteur Henry Heckyl / Monsieur Hype
- 1981 : Condorman de Charles Jarrott (Production Walt Disney) : Sergei Krokov
- 1981 : Le Lion du désert (Lion of the Desert) de Moustapha Akkad : général Rodolfo Graziani
- 1981 : Venin (Venom) de Piers Haggard : Dave Averconnelly
- 1983 : Spasmes (Spasms) de William Fruet : Jason Kincaid
- 1983 : L'Arnaque 2 (The Sting II) de Jeremy Kagan : Doyle Lonnegan
- 1983 : Fanny Hill, ou les mémoires d'une fille de plaisir (en) (Fanny Hill) de Gerry O'Hara : Edward Widdlecome
- 1983 : La Grande Question (ar) (Al mas' ala al-kubra / Clash of loyalties) de Mohamed Shukri Jameel : lieutenant-colonel Gerard Leachman
- 1983 : Second Chance (Two of a Kind) de John Herzfeld : Beasley
- 1986 : Castaway de Nicolas Roeg : Gerald Kingsland
- 1986 : Héroïne (Captive) de Paul Mayersberg : Gregory Le Vay
- 1987 : Dragonard (Dragonard Hill)de Gérard Kikoïne : capitaine Shanks
- 1987 : Le Maître de Dragonard Hill (Master of Dragonard Hill) de Gérard Kikoïne : capitaine Shanks
- 1987 : Les Panzers de la mort (The Misfit Brigade) de Gordon Hessler : le général
- 1988 : Gor (en) de Fritz Kiersch : Sarm
- 1988 : Rage to Kill de David Winters : général de division Edward Turner
- 1988 : Skeleton Coast (Coast of Skeleton) de John Bud Cardos : capitaine David Simpson
- 1988 : Un vol pour l'enfer (Captive Rage) de Cedric Sundstrom : le général Belmondo
- 1988 : Masque noir, visage blanc (Blind Justice) de Terence Ryan (en) : Ian Ballinger
- 1988 : Les Aventures du baron de Münchhausen (The Adventures of Baron Munchausen) de Terry Gilliam : Vulcain
- 1989 : La Maison des Usher (The House of Usher) de Alan Birkinshaw : Roderick Usher
- 1989 : Le Retour des Mousquetaires (The Return of the Musketeers) de Richard Lester : Athos
- 1990 : Hired to kill (en) de Nico Mastorakis et Peter Rader : Michael Bartos
- 1990 : The Revenger de Cedric Sundstrom : Jack Fisher
- 1990 : Panama zucchero (it) de Marcello Avallone : Le général
- 1991 : Le Puits et le Pendule (The Pit and the Pendulum) de Stuart Gordon : Le cardinal
- 1992 : Hors contrôle (Severed Ties) de Damon Santostefano : Dr Hans Vaughn
- 1995 : Les Drôles de Blackpool (Funny Bones) de Peter Chelsom : Dolly Hopkins
- 1995 : Russian roulette - Moscow 95 de Menahem Golan : Prince
- 1995 : Luise knackt den Jackpot de Menahem Golan : Mathias
- 1996 : Larry Flynt (The People vs Larry Flynt) de Miloš Forman : Gouverneur Rhodes
- 1996 : The Bruce (en) de Bob Carruthers (en) et David McWhinnie : L'évêque Wisharton
- 1996 : A Touch of the Sun de Peter Curran : Capitaine Daniel Nelson
- 1998 : The Incredible Adventures of Marco Polo de George Erschbamer : Capitaine Cornelius Donovan
- 1998 : Parting Shots de Michael Winner : Jamie Campbell-Stewart
- 2000 : Gladiator de Ridley Scott : Proximo
- 2000 : Orpheus & Eurydice de Paul Pissanos : Le narrateur

### Télévision

#### Séries télévisées
- 1963 - 1964 : Le Saint (The Saint) : Joe Catelli / Aristides Koralis
- 1983 : Masquerade : Peter Sergov alias Wolfen
- 1985 : Christophe Colomb (Cristoforo Colombo) : Martin Pinzon
- 1993 : Lonesome Dove : La Loi des justes (Return to Lonesome Dove) : Gregor Dunnigan

#### Téléfilms
- 1990 : L'Île au trésor (Treasure Island) de Fraser Clarke Heston : Capitaine Billy Bones
- 1991 : Une affaire d'honneur (Prisoner of Honor) de Ken Russell : Général Boisdeffre
- 1996 : Superbrain (Die Tunnelgangster von Berlin) de Menahem Golan : Professeur Norbert Marcus
- 1998 : Jeremiah d'Harry Winer : Général Safan

## Voix françaises
| - René Arrieu dans : - Love - Les Diables - Les Trois Mousquetaires - On l'appelait Milady - Le Prince et le Pauvre - Le Lion du désert - Roland Ménard dans : - La Nuit du loup-garou - Le Fascinant Capitaine Clegg - Rapt à l'italienne - Serge Sauvion dans : - La Malédiction des Whateley - Oliver ! - Sady Rebbot dans : - Le Grand Sommeil - Venin - Henri Poirier dans : - Le Retour des Mousquetaires - Larry Flynt | et aussi : - Jacques Beauchey dans Le Serment de Robin des Bois - Georges Aminel dans L'Aventure sauvage - Bernard Woringer dans Assassinats en tous genres - Marcel Bozzuffi dans Les Charognards - Jean Lagache dans La Poursuite implacable - Marc de Georgi dans Dix Petits Nègre - William Sabatier dans Le Froussard héroïque - Laurent Hilling dans Trauma - Jean-Claude Michel dans Chromosome 3 - Pierre Hatet dans Fanny Hill - Henry Djanik dans Les Aventures du baron de Münchhausen - Mario Santini dans L'Île au trésor (téléfilm) - Hervé Jolly dans Gladiator |

## Alcoolisme
Reed était connu pour son alcoolisme et ses excès de boisson. De nombreuses anecdotes existent, comme Reed et 36 amis buvant, en une soirée : 60 gallons de bière, 32 bouteilles de scotch, 17 bouteilles de gin, quatre caisses de vin et une bouteille de Babycham. Reed a ensuite révisé l'histoire, affirmant qu'il avait bu 106 pintes de bière pendant deux jours avant d'épouser Joséphine Burge : « L'événement qui a été rapporté a en fait eu lieu lors d'une compétition de bras de fer à Guernesey, il y a environ 15 ans ; c'était très exagéré. À la fin des années 1970, Steve McQueen a raconté qu'en 1973, il s'était envolé pour le Royaume-Uni pour discuter d'un projet de film avec Reed, qui leur avait suggéré de visiter tous les deux une discothèque londonienne. Celui-ci l'a entraîné dans un barathon toute la nuit, au cours duquel Reed était tellement ivre qu'il a vomi sur McQueen.
Reed est devenu un ami proche et un partenaire de boisson du batteur des The Who Keith Moon en 1974, tout en travaillant ensemble sur la version cinématographique de Tommy Avec leur mode de vie imprudent, Reed et Moon avaient beaucoup en commun, et tous deux citent l'acteur alcoolique Robert Newton comme modèle. Sir Christopher Lee, un ami et collègue de Reed, a commenté son alcoolisme en 2014 : « Quand il a commencé, après son huitième verre, il est devenu un monstre complet. C'était horrible à voir ».
Reed était souvent irrité par le fait que ses apparitions dans des émissions de télévision se concentraient sur ses exploits en matière d'alcool plutôt que sur sa carrière d'acteur et ses derniers films. Le 26 septembre 1975, alors que Reed était interviewé par Johnny Carson sur The Tonight Show, Shelley Winters, irrité par les commentaires désobligeants que Reed avait faits à propos du féminisme, s'est versé une tasse de whisky sur la tête devant la caméra.
Reed a été tenu en partie responsable de la disparition de Sin on Saturday, un programme de BBC1, après quelques commentaires typiquement francs sur le sujet de la luxure, le péché présenté dans le premier programme. La série avait de nombreux autres problèmes, et un autre invité a révélé que Reed l'avait reconnu à son arrivée et avait pratiquement dû être traîné devant les caméras. Vers la fin de sa vie, il a été amené à participer à des séries télévisées spécialement pour sa consommation d'alcool ; par exemple, The Word (série télévisée) (en) a mis des bouteilles de vodka dans sa loge pour qu'il puisse être secrètement filmé en train de se saouler. Selon Reed, tout cela n'était qu'un coup monté (« Je savais tout sur la caméra "secrète", et la vodka était de l'eau »), et qu'il était payé pour « agir ivre ». Reed a quitté le plateau du programme télévisé de Channel 4 After Dark après qu'il soit arrivé ivre et a tenté d'embrasser l'écrivaine féministe Kate Millett, prononçant la phrase « Embrasse-nous, gros seins ».
Cependant, Evil Spirits, une biographie de Reed écrite par Cliff Goodwin, proposait la théorie selon laquelle Reed n'était pas toujours aussi ivre dans les émissions qu'il semblait l'être, mais jouait plutôt le rôle d'un ancien soiffard de manière incontrôlable pour animer le tout, à la demande des producteurs. En octobre 1981, Reed a été arrêté au Vermont, où il a été jugé et acquitté de « trouble à l'ordre public » alors qu'il était ivre. Il n'a pas contesté deux accusations d'agression et a été condamné à une amende de 1 200 $. En décembre 1987, Reed, qui était en surpoids et souffrait déjà de goutte, tomba gravement malade, souffrant de problèmes rénaux à cause de son alcoolisme, et dut s'abstenir de boire pendant plus d'un an, sur les conseils de son médecin.
Pendant le tournage de L'Île aux pirates de Renny Harlin (1995), il jouait le rôle du camé Mordachai « Fingers » Adams. En raison de son arrivée extrêmement ivre, après avoir déjà eu des ennuis lors d'une bagarre dans un bar, avant de tenter de « s'exposer » à l'actrice principale Geena Davis, il a été licencié et remplacé par l'acteur britannique George Murcell (en).
Dans ses dernières années, lorsqu'il vivait en Irlande, Reed était un habitué du O'Brien's Bar à Churchtown, County Cork (en), à proximité du cimetière du XIIIe siècle au cœur du village où il est enterré,.

## Mort
Reed est décédé d'une crise cardiaque pendant une pause du tournage de Gladiator à La Valette, Malte, dans l'après-midi du 2 mai 1999. Selon le scénariste de Gladiator David Franzoni, Reed avait rencontré un groupe de marins britanniques lors d'une 
escale
de la frégate HMS Cumberland. Dans un bar,
il les avait défiés dans
un match de beuverie. Reed a fait un arrêt cardiaque pendant qu'il buvait et s'est effondré ; malgré les efforts de réanimation de ses amis, Reed est décédé dans une ambulance alors qu'il était en route vers l'hôpital. Il avait 61 ans.
L'acteur Omid Djalili, qui se trouvait également à Malte au moment de la mort de Reed sur le tournage de Gladiator, a déclaré lors d'une interview en 2016 : « Il n'avait pas bu depuis des mois avant le début du tournage... Tout le monde disait qu'il allait comme il le voulait, mais ce n'est pas vrai. C'était tragique. Il était dans un bar irlandais et a subi des pressions pour participer à un concours de boissons. Il aurait dû partir, mais il ne l'a pas fait ». Après avoir fait un certain nombre de promesses à Ridley Scott avant le tournage, notamment qu'il ne boirait pas pendant le tournage, Reed a contourné ce problème en ne buvant que le week-end. La co-star David Hemmings était un ami de longue date de Reed (ils sont apparus ensemble dans le film de 1964 Dans les mailles du filet), et en 2020, Scott a déclaré : « David Hemmings (Cassius) avait promis de s'occuper de lui et m'a dit [à sa mort], je suis vraiment désolé, mon vieux ».
Les funérailles de Reed ont eu lieu en Irlande à Churchtown, où il avait résidé au cours des dernières années de sa vie. Son corps y a été enterré dans le cimetière de Bruhenny. L'épitaphe sur sa pierre tombale dit : « He made the air move » (« Il a fait bouger l'air »),.